# Toni Lüdi
Pour les articles homonymes, voir Ludi (homonymie).
Toni Lüdi (né le 6 janvier 1945 à Taufkirchen) est un chef décorateur allemand.

## Biographie
Lüdi étudie la peinture au West London College et à l'académie des beaux-arts de Munich. Il commence dans le cinéma en 1968. De 1968 à 1970, Lüdi dirige un studio de graphisme avec son collègue britannique Anthony Powell. Plus tard, tous deux travaillent sur de nombreux programmes de divertissement de la télévision allemande, notamment pour Bayerischer Rundfunk et Südwestfunk. Il est engagé par Hans W. Geißendörfer d'abord pour les décors de la production télévisée en huit épisodes Theodor Chindler en 1978 puis la longue série Lindenstraße, le premier soap opera allemand, en 1985.
Lüdi fait ses débuts au cinéma fin 1976 lorsque lui et sa femme Heidi Lüdi sont chargés de concevoir L'Ami américain de Wim Wenders. Lüdi devient un chef décorateur de réalisateurs indépendants. Ils reçoivent le Deutscher Filmpreis des meilleurs décors pour La Montagne magique de Hans W. Geißendörfer. Après une absence de sept ans du cinéma, Lüdi revient sur grand écran en 1994 avec des intérieurs très clairsemés du thriller L'Homme de la mort.
Entre 1983 et 1991, Lüdi siège au conseil d'administration de l'Association des décorateurs, chefs décorateurs et costumiers et en est aussi le directeur général. De 1988 à 1991, il est membre de la Verwertungsgesellschaft Bild-Kunst. En 2003, il est l'un des membres fondateurs de la Deutsche Filmakademie et s'implique dans son conseil d'administration.

## Filmographie
- 1977 : L'Ami américain
- 1978 : Le Second Éveil de Christa Klages
- 1978 : L'Allemagne en automne
- 1979 : Theodor Chindler (de) (TV)
- 1980 : Le Prix de la survie
- 1980 : Im Herzen des Hurrican (de)
- 1980 : Panische Zeiten (de)
- 1980 : Endstation Freiheit
- 1981 : La Montagne magique
- 1983 : Die Heartbreakers
- 1983 : Le Journal d'Édith
- 1984 : Trauma
- 1984 : Out of Order
- 1984 : Défense d'aimer
- 1988 : L'Ours
- 1995 : L'Homme de la mort
- 1998 : Francfort - Fin de siècle (TV)
- 2011 : Manipulation
- 2012 : Eine wen iig, dr Dällebach Kari